# Alexandra Nolte
Alexandra Nolte, verh. Stapelmann (* 24. November 1968) ist eine deutsche Tischtennisspielerin. Sie spielte in der Bundesliga. Bei Deutschen Meisterschaften der Erwachsenen gewann sie eine Bronzemedaille.

## Werdegang
Alexandra Nolte begann mit dem Tischtennissport beim Verein DSC Kaiserberg. Frühzeitig wurde sie bei den Erwachsenen integriert. 1986 wurde sie mit der Damenmannschaft Meister der 2. Bundesliga West. Nachdem sie in die 1. Mannschaft aufrückte, war sie Teil des Teams, das 1988 Deutscher Meister wurde. Bis Anfang der 2000er Jahre spielte sie durchweg bei Bundesligavereinen. 1994 heiratete sie und trat danach unter dem Namen Stapelmann auf. In ihrer Zeit beim TuS Holsterhausen, wo auch ihre Mutter Dagmar aktiv war, wurde sie Meister der 2. Bundesliga Nord.
Zu ihren größten Erfolgen zählt der Gewinn der Bronzemedaille im Doppel mit Agnes Simon bei der Deutschen Meisterschaft 1987. Das Doppel Nolte/Simon trat auch in Bundesligapartien zusammen auf und war daher eingespielt.

## Turnierergebnisse
| Verband | Veranstaltung                    | Jahr | Ort       | Land | Einzel | Doppel | Mixed | Team |        |  |
| ------- | -------------------------------- | ---- | --------- | ---- | ------ | ------ | ----- | ---- | ------ |  |
| GER     | Bundesranglistenturnier Junioren | 1987 | Ratzeburg | GER  | Silber |        |       |      | [ 11 ] |  |
| GER     | Deutsche Meisterschaft Junioren  | 1989 | Hagen     | GER  | Bronze | Silber |       |      | [ 12 ] |  |